# Waterfox
Waterfox es un navegador de web de código abierto basado en las versiones de soporte extendido de el navegador Mozilla Firefox para sistemas Windows 64bits, macOS y Linux. Su país de origen y sede actual es Inglaterra. Busca ser un navegador esteticamente agradable, enfocado en la velocidad y privacidad de los usuarios.

## Características
Waterfox es compatible con la mayoría de los complementos de Firefox basados en XUL y plugins NPAPI de 64 bits. Contiene modificaciones diseñadas para aprovechar la arquitectura de los sistemas de 64 bits y proporcionar mejoras de rendimiento por encima del navegador de Mozilla. Waterfox también elimina Adobe DRM, la característica de Pocket y la recolección de datos de Firefox, y asegura ser compatible con Windows XP en su versión de 64 bits.
A partir de agosto de 2017, está disponible en la página web oficial la descarga de una versión móvil para el sistema operativo Android.
Waterfox esta enfocado en ser un Firefox seguro con aspecto de Chrome, es decir, agradable a la vista, fácil de usar, seguro y con mejor rendimiento. Posee dos temas propios altamente personalizados llamados “Floe” (tema claro) y “Abyss” (tema oscuro). Usa Bing como buscador predeterminado.